# Лаймстоун Тауншип (округ Лайкомінг, Пенсільванія)
Лаймстоун Тауншип (англ. Limestone Township) — селище (англ. township) в США, в окрузі Лайкомінг штату Пенсільванія. Населення — 1966 осіб (2020).

## Демографія
Згідно з переписом 2010 року, у селищі мешкало 2019 осіб у 710 домогосподарствах у складі 582 родин. Було 750 помешкань
Расовий склад населення:
| - 99,1 % — білих - 0,2 % — корінних американців - 0,2 % — азіатів |

До двох чи більше рас належало 0,1 %. Частка іспаномовних становила 0,7 % від усіх жителів.
За віковим діапазоном населення розподілялося таким чином: 27,4 % — особи молодші 18 років, 58,6 % — особи у віці 18—64 років, 14,0 % — особи у віці 65 років та старші. Медіана віку мешканця становила 40,4 року. На 100 осіб жіночої статі у селищі припадало 106,4 чоловіків;  на 100 жінок у віці від 18 років та старших — 103,5 чоловіків також старших 18 років.
Середній дохід на одне домашнє господарство  становив 77 228 доларів США (медіана — 66 528), а середній дохід на одну сім'ю — 83 944 долари (медіана — 70 417). Медіана доходів становила 50 725 доларів для чоловіків та 38 333 долари для жінок. За межею бідності перебувало 5,2 % осіб, у тому числі 8,3 % дітей у віці до 18 років та 0,0 % осіб у віці 65 років та старших.
Цивільне працевлаштоване населення становило 1034 особи. Основні галузі зайнятості: освіта, охорона здоров'я та соціальна допомога — 18,2 %, виробництво — 16,8 %, роздрібна торгівля — 9,6 %, будівництво — 8,5 %.